# Organizația Armata Secretă
Organizația Armata Secretă sau OAS (în franceză Organisation Armée Secrète) a fost o organizație paramilitară franceză care a activat pe parcursul războiului din Algeria (1954-1962). OAS a comis atacuri teroriste, inclusiv atacuri cu bombă și asasinări, în încercarea de a împiedica independența Algeriei. Mottoul organizației era L’Algérie est française et le restera (în traducere „Algeria este franceză și așa va rămâne”).
OAS a luat naștere din adunări de „contra-teroriști”, „grupuri de autoapărare” sau „grupuri de rezistență” care organizau atacuri împotriva FLN (Frontul de Eliberare Națională) și a susținătorilor acestora încă de la începutul conflictului. A fost înființată oficial în Spania franchistă, în Madrid în ianuarie 1961, ca răspuns la declarațiile unor politicieni francezi și a unor ofițeri cu privire la organizarea unui referendum pe tema autodeterminării Algeriei⁠(d) de către președintele Charles de Gaulle.
Se estimează că un număr de 2.000 de persoane și-au pierdut viața între aprilie 1961 și aprilie 1962 ca urmare a actelor teroriste și asasinărilor la comandă săvârșite atât în Franța metropolitană, cât și pe teritoriile algeriene în încercarea de a împiedica Algeria din a-și obține independența. Această campanie militară a culminat cu o serie de atacuri ca urmare a acordurilor Évian⁠(d) din martie 1962 - în baza cărora se acorda independența Algeriei și marca exodul pieds-noirs - și cu tentantiva de asasinare a președintelui în 1962⁠(d) de către Jean Bastien-Thiry în suburbia pariziană Clamart. O altă figură importantă marcată pentru asasinare a fost filosoful existențialist Jean-Paul Sartre, susținător al FLN.
Organizația Armata Secretă încă are admiratori în interiorul mișcărilor naționaliste franceze. În iulie 2006 unii simpatizanți ai acesteia au încercat să reparindă flacăra de pe mormântul Soldatului Necunoscut pentru a comemora masacrul din Oran din 5 iulie 1962.

## Istorie
OAS a fost înființată ca răspuns la decizia lui de Gaulle de a organiza un referendum pe tema autodeterminării în Algeria. Organizația a fost fondată în Spania în ianuarie 1961 de către foștii ofițeri Pierre Lagaillarde (cel care a condus în 1960 asediul Algerului), generalul Raoul Salan (care a luat parte la puciul din 1961⁠(d)) și Jean-Jacques Susini alături de alți membri ai armatei franceze, printre care Yves Guérin-Sérac și foști membri ai Legiunii Străine care au luate parte la conflictele din Indochina (1946-1954). OAS-Métro, aripa din Franța metropolitană, era condusă de căpitanul Pierre Sergent. Sub acești ofițeri a fost unificate toate grupurile ani-FLN precum Organisation de Résistance de L'Algérie Française. Deși mișcarea era fundamentată pe convingeri anticomuniste și autoritare, printre membrii săi existau și foști comuniști, respectiv indivizi care considerau că apără legăturile fraterne dintre algerieni și colons în fața FLN. În Franța, Organizația Armata Secretă a derulat un program de recrutare cu precădere în rândul grupurilor politice fasciste în timp ce în Algeria membrii erau mult mai diverși (i.e. un grup de evrei algerieni conduși de Jean Guenassia au început să lupte împotriva FLN ca urmare a unor atacuri săvârșite în cartierul evreiesc din Oran). Unii algerieni din OAS considerau că misiunea organizației era una de rezistență, în interiorul acesteia existând foști membri din rezistența franceză și colaboratori ai regimului de la Vichy.